# Volby do Knesetu 1981
Volby do 10. Knesetu se v Izraeli konaly 30. června 1981. Navzdory tomu, že předvolební průzkumy naznačovaly vítězství Ma'arachu vedeného Šimonem Peresem, volby nakonec o jeden poslanecký mandát vyhrál Likud vedený Menachemem Beginem. Volební účast byla 77,8 %.

## Výsledky
| strana                               | hlasů     | hlasů | křesel na začátku funkčního období | křesel na konci funkčního období |
| ------------------------------------ | --------- | ----- | ---------------------------------- | -------------------------------- |
| Likud                                | 718 941   | 37,1  | 48                                 | 46                               |
| Ma'arach                             | 708 536   | 36,6  | 47                                 | 49                               |
| Národní náboženská strana            | 95 232    | 4,9   | 6                                  | 5                                |
| Agudat Jisra'el                      | 72 312    | 3,7   | 4                                  | 4                                |
| Chadaš                               | 64 918    | 3,4   | 4                                  | 4                                |
| Techija                              | 44 700    | 2,3   | 3                                  | 3                                |
| Tami                                 | 44 466    | 2,3   | 3                                  | 3                                |
| Telem                                | 30 600    | 1,6   | 2                                  | 0                                |
| Šinuj                                | 29 837    | 1,5   | 2                                  | 2                                |
| Rac                                  | 27 921    | 1,4   | 1                                  | 1                                |
|                                      |           |       |                                    |                                  |
| Poalej Agudat Jisra'el               | 17 090    | 0,9   | 0                                  | 0                                |
| Nezávislí liberálové                 | 11 764    | 0,6   | 0                                  | 0                                |
| Jednotná arabská kandidátka          | 11 590    | 0,6   | 0                                  | 0                                |
| Rozvoj a mír                         | 10 823    | 0,6   | 0                                  | 0                                |
| Levicový tábor Izraele               | 8 691     | 0,4   | 0                                  | 0                                |
| Kandidátka arabského bratrství       | 8 304     | 0,4   | 0                                  | 0                                |
| Kandidátka pro aliju                 | 6 992     | 0,4   | 0                                  | 0                                |
| Kach                                 | 5 128     | 0,3   | 0                                  | 0                                |
| Nezávislí                            | 4 710     | 0,2   | 0                                  | 0                                |
| Jeden Izrael                         | 3 726     | 0,2   | 0                                  | 0                                |
| Kandidátka arabských obyvatel        | 2 596     | 0,1   | 0                                  | 0                                |
| Kandidátka penzistů                  | 2 404     | 0,1   | 0                                  | 0                                |
| Mifleget ha-Ichud (Strana jednoty)   | 1 293     | 0,1   | 0                                  | 0                                |
| Ja'ad                                | 1 228     | 0,1   | 0                                  | 0                                |
| Ocma                                 | 839       | 0,0   | 0                                  | 0                                |
| Hnutí stanů                          | 545       | 0,0   | 0                                  | 0                                |
| Zrušme daň z příjmů                  | 503       | 0,0   | 0                                  | 0                                |
| Amcha                                | 460       | 0,0   | 0                                  | 0                                |
| Mládežnické hnutí                    | 412       | 0,0   | 0                                  | 0                                |
| Rada za záchranu domoviny            | 405       | 0,0   | 0                                  | 0                                |
| Iniciativa - Nezávislé hnutí         | 400       | 0,0   | 0                                  | 0                                |
| celkem platných lístků               | 1 937 366 | 100   | 120                                | 117                              |
|                                      |           |       |                                    |                                  |
| Rafi – Národní kandidátka            | -         | -     | 0                                  | 1                                |
| Hnutí za obnovu dělnického sionismu  | -         | -     | 0                                  | 1                                |
| Chajim Drukman                       | -         | -     | 0                                  | 1                                |
| Gešer – Sionistický náboženský střed | -         | -     | 0                                  | 0                                |
| celkem                               |           |       | 120                                | 120                              |
|                                      |           |       |                                    |                                  |

## Desátý Kneset
V pořadí devatenáctou vládu vytvořil Menachem Begin 5. srpna 1981. Jeho vláda zahrnovala Likud, Národní náboženskou stranu (NNS), Agudat Jisra'el, Tami, Telem a měla celkem 17 ministrů. O necelý měsíc po vytvoření vlády do ní vstoupila 26. srpna strana Techija, která dostala jedno ministerské křeslo. Předsedou Knesetu se stal poslanec Likudu Menachem Savidor. Jedním z prvních zákonů, které vláda schválila byl zákon o Golanských výšinách, který formálně přičlenil Golanské výšiny k Izraeli. Během desátého Knesetu došlo k první libanonské válce a masakru v Sabře a Šatíle. Na základě následného vyšetřování Kahanovou komisí byla za masakr nepřímo odpovědnou shledána izraelská armáda a ministr obrany Ariel Šaron byl odvolán ze své funkce (ve vládě však zůstal jako ministr bez portfeje). Izrael v době desátého Knesetu zasáhla vážná ekonomická krize, pádivá inflace a kolaps většiny bankovního sektoru. Vládním náboženským stranám (NNS a Agudat Jisra'el) se podařilo prosadit zákon zakazující státní letecké společnosti El Al létat o šabatu.
Poté, co Menachem Begin rezignoval ze zdravotních důvodů, jej ve funkci premiéra nahradil Jicchak Šamir, který 10. října 1983 sestavil novou vládu. Jeho koaliční vláda zahrnovala původní koaliční partnery a měla 20 ministrů. Následující parlamentní volby se konaly předčasné 23. července 1984 poté, co z vlády vystoupila strana Tami a pomohla Ma'arachu svrhnout vládu.